# Trupanea ochthlera
Trupanea ochthlera är en tvåvingeart som beskrevs av Munro 1964. Trupanea ochthlera ingår i släktet Trupanea och familjen borrflugor.
Artens utbredningsområde är Kenya. Inga underarter finns listade i Catalogue of Life.